# Umberto Barberis
Umberto Barberis (Sion, 5 giugno 1952) è un allenatore di calcio ed ex calciatore svizzero, di ruolo centrocampista.
Umberto è il padre dell'ex calciatore professionista Sébastien Barberis.

## Palmarès

### Giocatore

#### Club

##### Competizioni nazionali
- Campionato svizzero: 2

Servette: 1978-1979, 1984-1985
- Campionato francese: 1

Monaco: 1981-82
- Coppa Svizzera: 4

Sion: 1973-1974
Servette: 1977-1978, 1978-1979, 1983-1984
- Coppa di Lega svizzera: 3

Grasshopper: 1975
Servette: 1977, 1979

##### Competizioni internazionali
- Coppa delle Alpi: 3

Servette: 1976, 1978
Monaco: 1980

#### Individuale
- Calciatore svizzero dell'anno: 3

1975, 1979, 1980